# Chaillé-les-Marais
Chaillé-les-Marais ist eine französische Gemeinde mit 1.909 Einwohnern (Stand: 1. Januar 2022) im Département Vendée in der Région Pays de la Loire. Chaillé-les-Marais gehört zum Arrondissement Fontenay-le-Comte und zum Kanton Luçon (bis 2015: Kanton Chaillé-les-Marais). Die Einwohner werden Chaizellais genannt.

## Lage
Chaillé-les-Marais liegt etwa 28 Kilometer nordnordöstlich von La Rochelle im Regionalen Naturpark Marais Poitevin. Umgeben wird Chaillé-les-Marais von den Nachbargemeinden Nalliers im Norden, Mouzeuil-Saint-Martin im Norden und Nordosten, Le Langon im Nordosten, Vouillé-les-Marais im Osten, Marans im Süden sowie Sainte-Radégonde-des-Noyers im Westen.
Durch die Gemeinde verläuft die frühere Route nationale 137 (heutige D137).

## Bevölkerungsentwicklung
| 1846                      | 1901 | 1921 | 1962 | 1968 | 1975 | 1982 | 1990 | 1999 | 2006 | 2012 |
| 2402                      | 2162 | 1690 | 1556 | 1443 | 1292 | 1486 | 1553 | 1599 | 1782 | 1930 |
| Quelle: Cassini und INSEE |      |      |      |      |      |      |      |      |      |      |

(seit 1962 ohne Zweitwohnsitze)

## Sehenswürdigkeiten

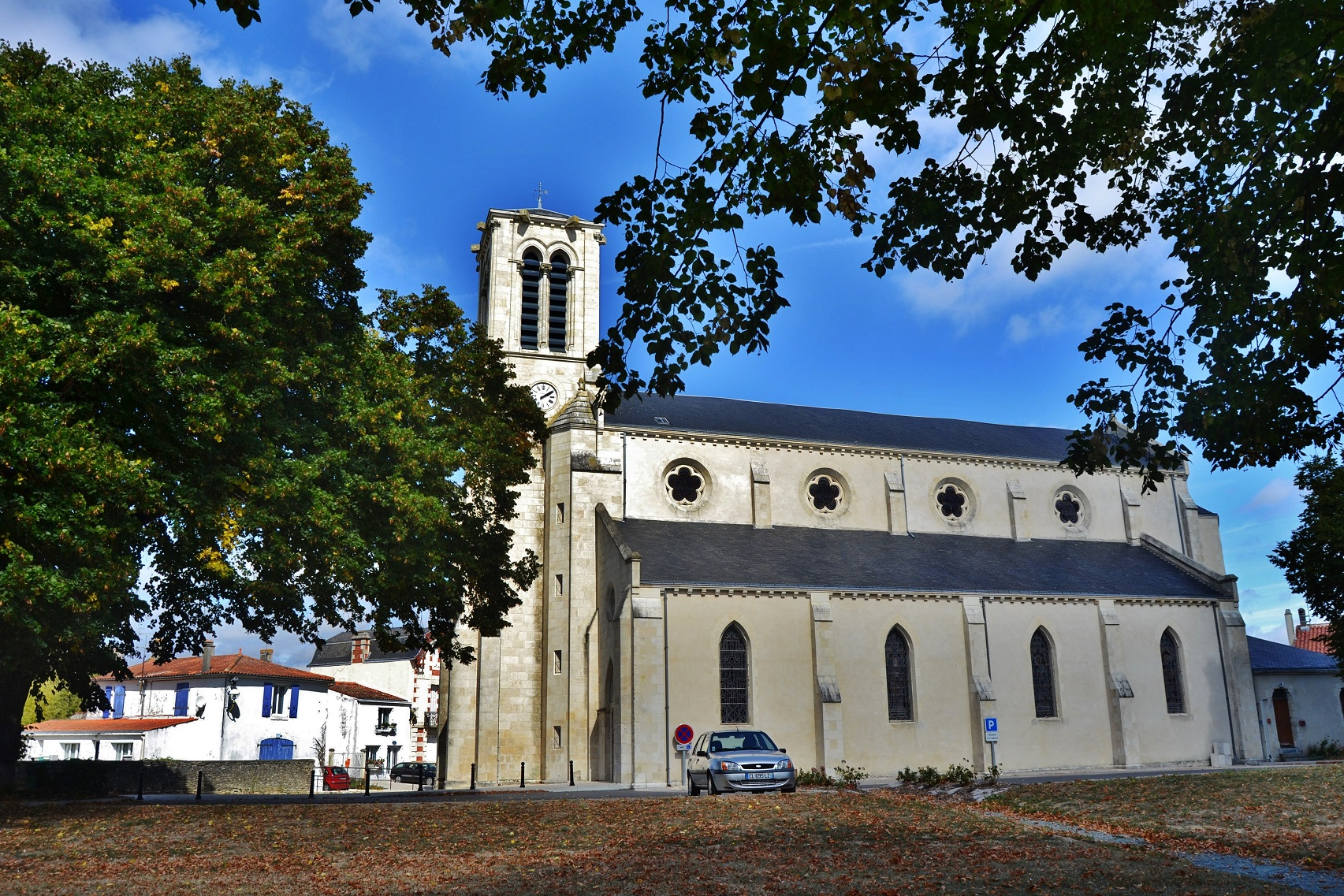
Kirche Sainte-Marie-Madeleine

- Kirche Sainte-Marie-Madeleine